# Casper Heelflip
Le Casper Heelflip est un saut effectué avec la planche de skateboard sur le même principe que le Casper Kickflip, saut suivi d'une rotation du pied part l'extérieur, mais dans le sens contraire par le devant du skate ; il est beaucoup plus difficile à réussir.